# جزيرة باتوكولوتوك
جزيرة باتوكولوتوك وهي جزيرة من جزر إندونيسيا، في المحيط الهندي ضمن منطقة وصاية تاسيكمالايا وتقع في إقليم جاوة الغربية.